# Lisberg
Lisberg település Németországban, azon belül Bajorországban. Lakosainak száma 1708 fő (2023. december 31.).

## Népesség
A település népessége az elmúlt években az alábbi módon változott:
| Lakosok száma | 583  | 699  | 1345 | 1791 | 1813 | 1803 | 1782 | 1737 | 1715 | 1708 |
|               | 1875 | 1950 | 1987 | 2011 | 2013 | 2015 | 2017 | 2018 | 2021 | 2023 |